# Ottestrup
Ottestrup er en gammel landsbyhovedgård, som nævnes første gang i 1421 og var en avlsgård under Giesegård Gods fra 1725 til 1929. Gården ligger i Ørslev Sogn i Ringsted Kommune. Hovedbygningen er opført i 1840.
Ottestrup Gods er på 188 hektar.

## Ejere af Ottestrup
- (1421-1451) Jacob Nielsen
- (1451-1455) Lasse Jepsen
- (1455-1480) Laurens Saxesen Basse
- (1480-1620) Forskellige Ejere
- (1620-1640) Verner Parsberg
- (1640-1647) Berte Vind
- (1647-1657) Børge Rosenkrantz
- (1657-1668) Ove Juul
- (1668-1700) Ida Skeel gift Rantzau
- (1700-1725) Niels Trolle
- (1725-1736) Christian Carl Gabel
- (1736-1760) Anne Sophie Rantzau gift Schack
- (1760-1790) Frederik Christian greve Schack
- (1790-1821) Knud Bille greve Schack
- (1821-1847) Henrik Adolph greve Brockenhuus-Schack
- (1847-1892) Knud Bille Ludvig Adolph greve Brockenhuus-Schack
- (1892-1924) Adolph Ludvig greve Brockenhuus-Schack
- (1924-1929) Frederik greve Brockenhuus-Schack
- (1929-1940) H.M. Steengaard
- (1940-1970) Thors Kemiske Fabrikker
- (1970-1993) Forskellige Ejere
- (1993-2006) Anders Christian Wibholm
- (2006-) Ottestrupgård A/S

## Jernbanen
Gården havde fra 1929 sit eget trinbræt på Køge-Ringsted Banen (1917-63), der passerede lige nord for gården. Brugerne opsatte et faldefærdigt læskur, men senere bekostede gårdens ejer et solidt betonskur. Et sidespor, der havde været der fra banens start, blev fjernet i 1940'erne.